# Niżniaja Mielnica (obwód kurski)
Niżniaja Mielnica (ros. Нижняя Мельница) – chutor w zachodniej Rosji, w sielsowiecie studienokskim rejonu rylskiego w obwodzie kurskim.

## Geografia
Miejscowość położona jest nad rzeką Obiesta, 2 km od centrum administracyjnego sielsowietu studienokskiego (Studienok), 22,5 km od centrum administracyjnego rejonu (Rylsk), 128 km od Kurska.

## Demografia
W 2010 r. miejscowość zamieszkiwało 25 osób.